# Bozoni W' in Z'
Bozoni W' in Z' [bozóni ve črtica in ze črtica] so domnevni umeritveni bozoni, ki povezujejo desnosučne fermione z desnosučnimi fermioni v Standardnem modelu. 
Ime imajo po analogiji z bozoni W in Z. 
Predvidevajo, da obstoja več vrst bozonov W' in Z'. Bozone W' bi opazili v hadronskih trkalnikih po njihovem razpadu v lepton in nevtrino ali kvark u in kvark b po anihilaciji kvarka in antikvarka. Energije, ki so potrebne za to, so v območju nekaj TeV. 
Bozone Z' bi opazili prav tako v hadronskih trkalnikih. Potrebna pa je še večja energija. Dobili bi jih z anihilacijo kvarkov in antikvarkov in razpadom na par elektron-pozitron ali nasprotno nabiti parov mionov. 